# Bahnhof Pronsfeld

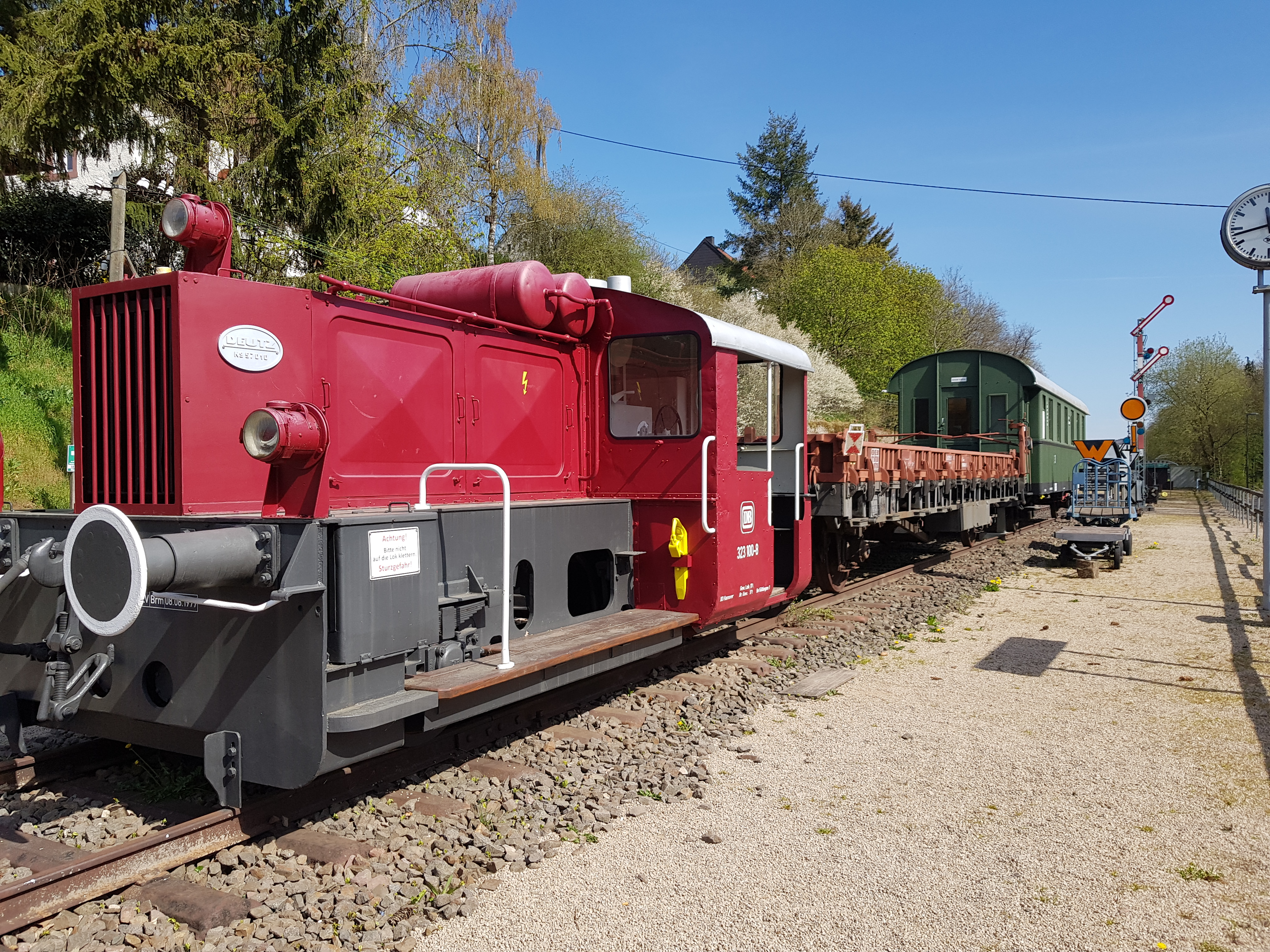
Eisenbahnfreilichtmuseum Pronsfeld

Der Bahnhof Pronsfeld war der Bahnhof der Ortsgemeinde Pronsfeld in Rheinland-Pfalz.

## Geschichte
Pronsfeld erhielt mit der Eröffnung des Abschnitts Prüm (Eifel) – Bleialf am 1. Oktober 1886 Bahnanschluss nach Gerolstein, zwei Jahre später bis Sankt Vith. Am 6. Juli 1907 wurde aus dem Durchgangsbahnhof mit der Eröffnung der Bahnstrecke Pronsfeld–Neuerburg und der Bahnstrecke Pronsfeld–Waxweiler ein Trennungsbahnhof. Bei der Reichsbahn waren deshalb bis zu 50 Arbeiter und Beamte beschäftigt.
Die zweigleisige Strecke nach Sankt Vith und die eingleisigen Strecken nach Waxweiler und Neuerburg sowie deren militärstrategische Bedeutung machten eine zunehmend komplexe Ausstattung mit Bahneinrichtungen notwendig. Daher verfügte der Bahnhof 1943 über
- acht Doppelkreuzweichen (DKW),
- zwei Bahnsteige an den Gleisen 1, 3, 5 und 6 mit Unterführung zum Bahnhofsgebäude und Luftschutzkeller,
- eine 530 Meter langen Laderampe, eine Kopframpe und eine Gleiswaage,
- zwei Stellwerke und ein Schuppen für Kleinlok,
- Übernachtungsbaracken, Betriebsküche und Wirtschaftskeller,
- Werkstatt, Bahnhofsmagazin und Postbude.

Im Zweiten Weltkrieg wurden Brücken gesprengt und die Strecken erheblich beschädigt. Am 17. Oktober 1949 wurde der Verkehr auf allen Strecken wieder aufgenommen.
Am 1. Januar 1966 wurde der Personenverkehr auf dem Abschnitt Pronsfeld–Ihren der Westeifelbahn und auf der Strecke Pronsfeld–Waxweiler eingestellt, der Personenverkehr auf der Enztalbahn folgte am 1. Juni 1969. Der verbliebene Personenverkehr nach Prüm (Eifel) wurde am 28. Mai 1972 eingestellt. Nach dem Ende des Güterverkehrs im Mai 1987 nach Bleialf und Waxweiler wurde Pronsfeld wieder zum Durchgangsbahnhof. Mit der Einstellung des Güterverkehrs nach Neuerburg am 18. Mai 1989 wurde der Bahnhof zum Endbahnhof. Am 11. Juni 2001 wurde der Güterverkehr auf dem verbliebenen Streckenabschnitt der Westeifelbahn von Gerolstein nach Pronsfeld beendet.
Am ehemaligen Bahnübergang der Habscheider Straße wurde 2006 eine von der Deutz AG gebaute Rangierlok Köf II aufgestellt. Die Köf war von 1959 bis 1984 bei der DB, danach bei einer Metallrecyclingfirma in Bremen-Hemelingen im Einsatz. Sie wurde von Ehrenamtlichen restauriert, in den DB-Originalzustand versetzt und 2007 zusammen mit einem Flachgüterwagen erster Teil des kleinen Eisenbahnfreilichtmuseums.